# Tillie Anderson

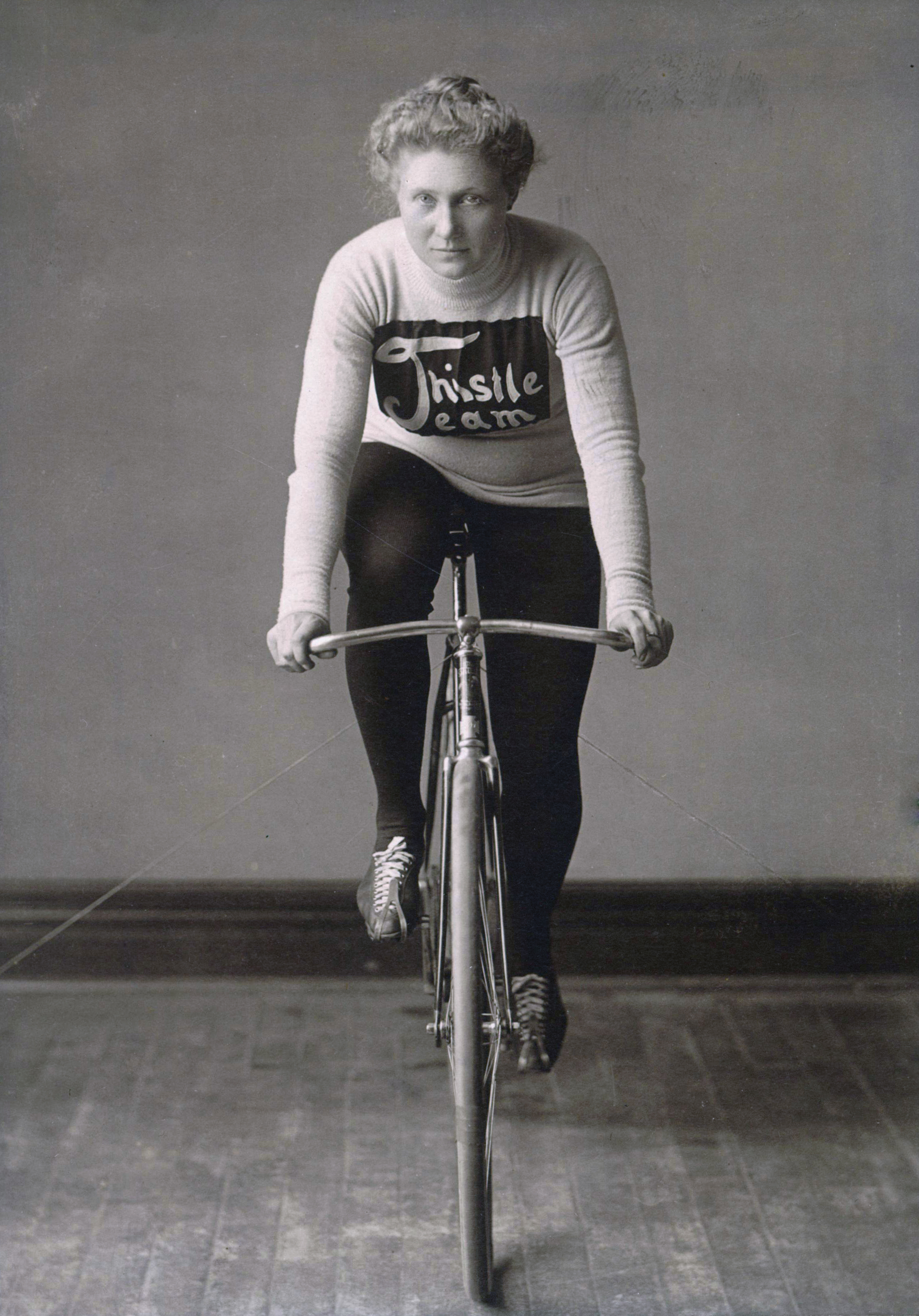
Tillie Anderson 1895.

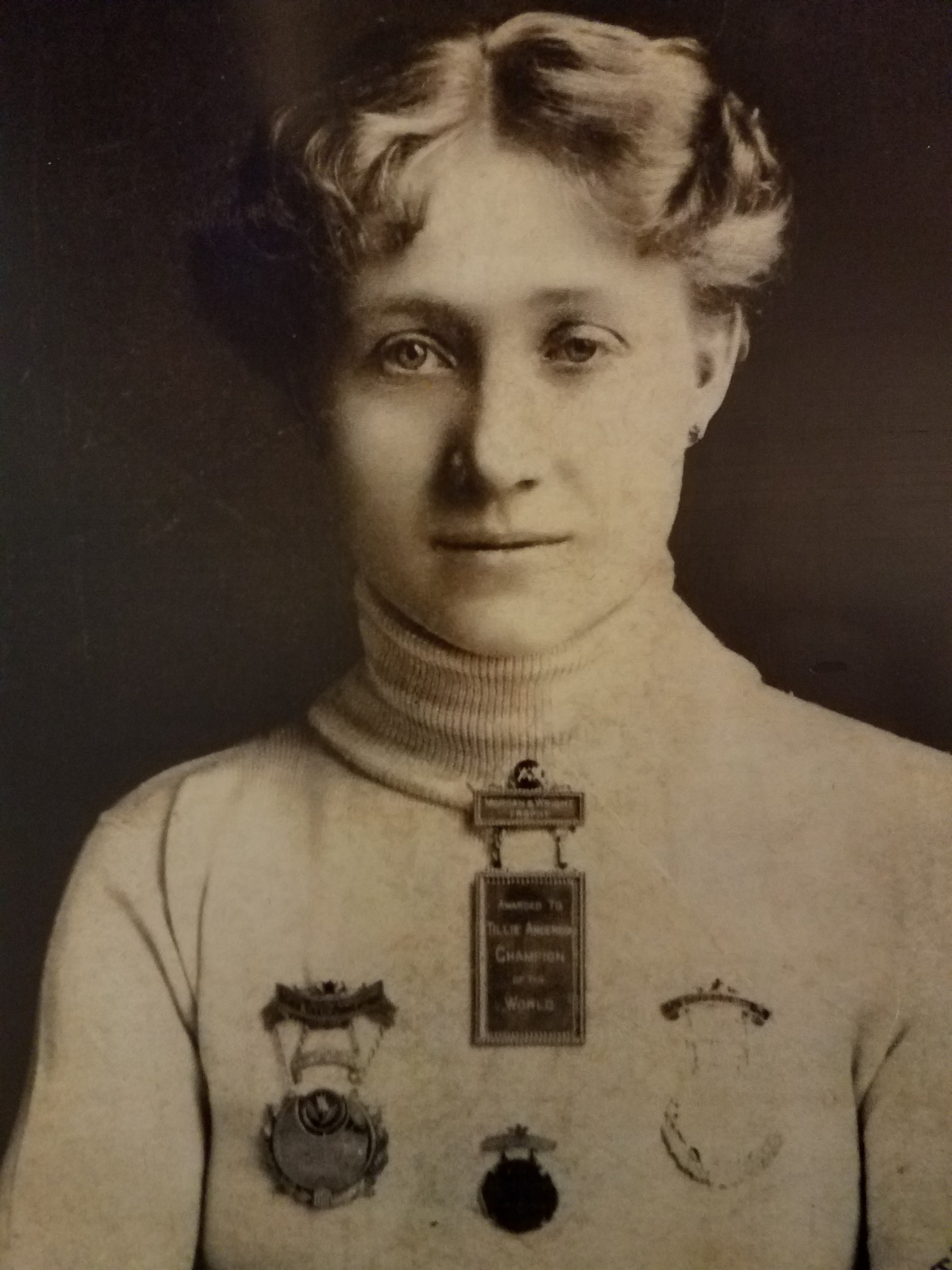
Tillie Anderson med medaljer.

Tillie Anderson, född som Matilda Andersson 23 april 1875 i Grevie församling, Skåne, död 29 april 1965 i Detroit Lakes, Minnesota - begravd i Osage, USA var en svensk-amerikansk tävlingscyklist aktiv från cirka 1893 till 1902. Hon deltog i 130 tävlingar (mestadels velodrom men även landsväg) och vann 123 av dem, vilket blir en vinnarprocent på nästan 95%. Under åren 1897-1902 utsågs hon av The League of American Wheelman till världens bästa kvinnliga cyklist.

## Biografi
Familjen utvandrade till USA 1891/1892. I USA arbetade Matilda som sömmerska (hon sydde själv sina tävlingsdräkter) och inom två år kunde hon spara ihop till en cykel och därmed var karriären igång med turnéer över hela USA.
År 1897 gifte Tillie sig med Filip ”Phil Shoberg” Sjöberg, en manager i en cykelfabrik och dessutom även han tävlingscyklist. Han insåg dock att Tillie var mycket bättre än han själv och han blev därför i stället hennes tränare. Phil dog i tbc 1902 samma år som tävlingskarriären för Tillie var över då cykeltävlingar för kvinnor förbjöds. Efter karriären blev Tillie massör, men hon förblev på olika sätt engagerad i cykelsporten inom The League of American Wheelman och i Bicycle Stars of the Nineteenth Century ända till sin död 1965. År 2000 valdes Tillie Anderson Sjoberg in i Bicycle Hall of Fame. På äldre dagar (mitten av 1950-talet) gjorde Tillie ett uppmärksammat besök i Sverige.
En hågkomst och hyllning finns i barnboken av Sue Stauffacher/Sarah McMenemy: Tillie - the terrible Swede How One Woman, A Sewing Needle, And A Bicycle Changed History med uppmaningen till barn: Follow your dreams! - Följ dina drömmar! Boken ger en i positiv mening tämligen naivt romantiskt, dvs. tillrättalagd version av verkliga förhållanden - dock är innehållet inte osant.

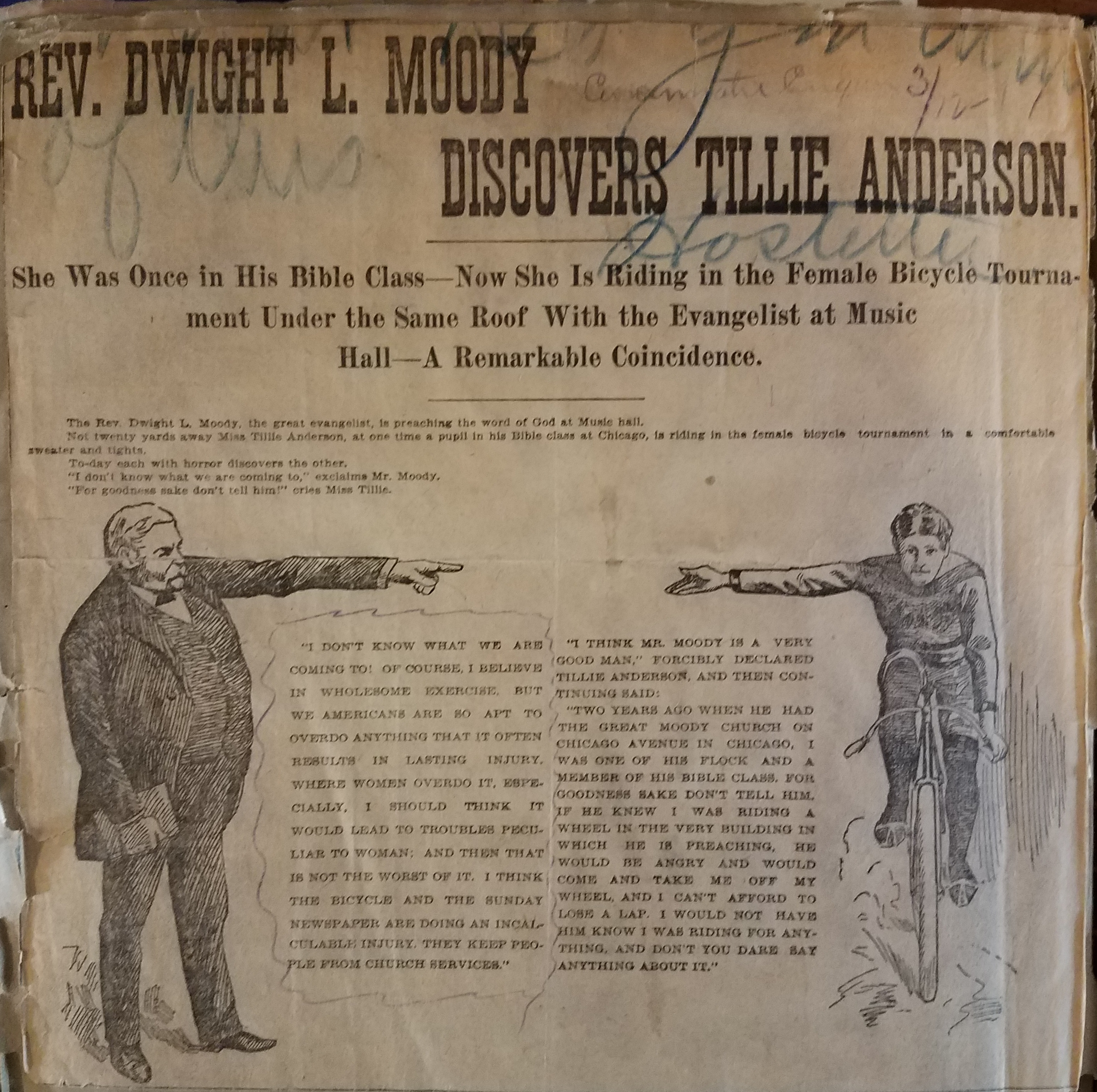
The St. Louis Republic, 13 December 1897.

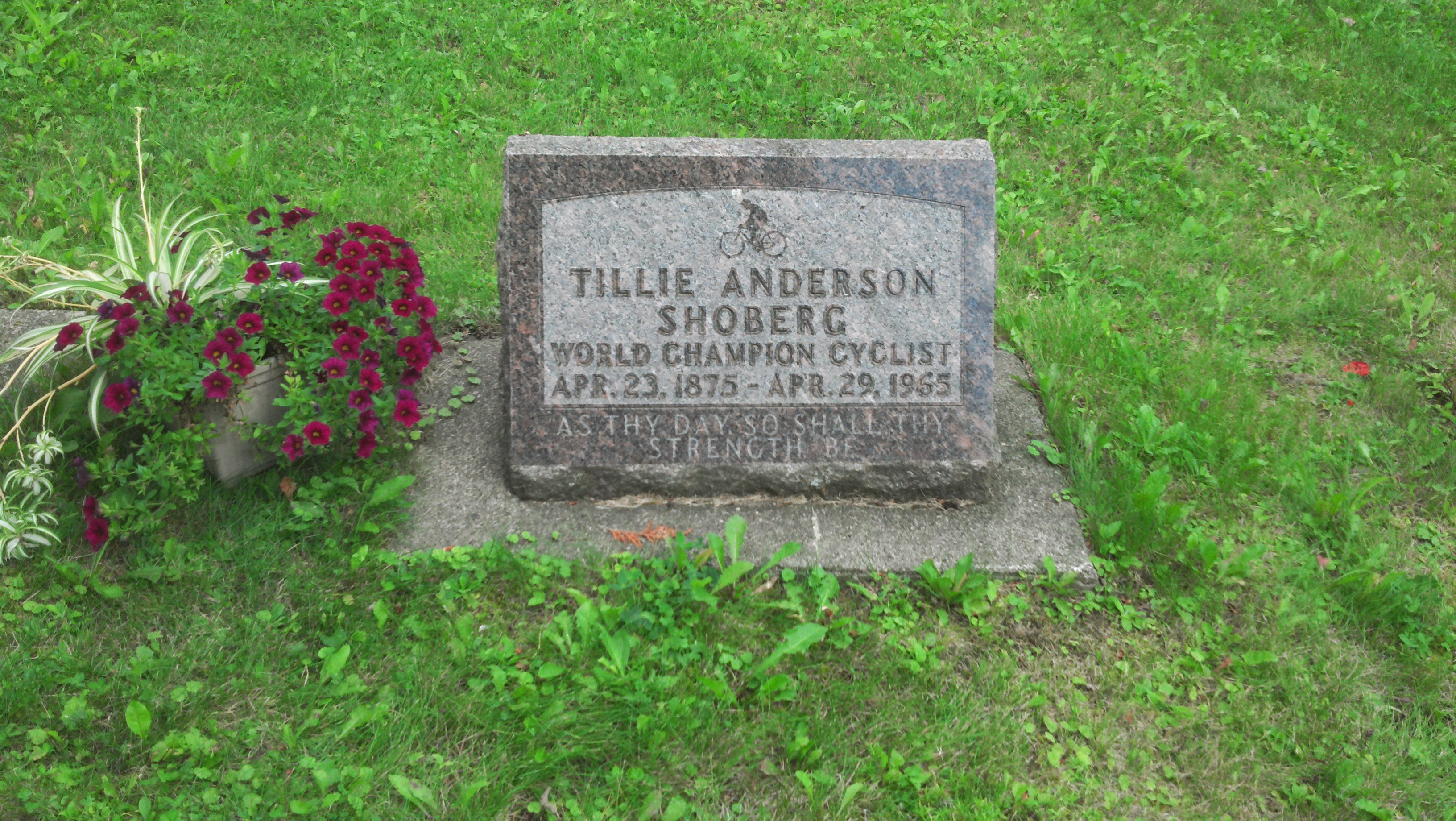
Tillie Andersons grav.

| ”                                                                                           | När Tillie Anderson kom till Amerika, var allt hon ägde en synål. Så hon skaffade ett jobb i ett skrädderi och väntade på att en dröm skulle hitta henne. En dag rusade en man förbi på cykel. Hon fick veta att ”cyklar inte är för kvinnor”, men från den stunden drömde Tillie om cykling; inte i tjusiga åttor, men snabb, glödande tävlingscykling. Och hon visste att detta inte kunde ske i en elegant damklädsel… Med intensiv träning och i chockerande nya kläder blev Tillie världsmästare i cykling för kvinnor. | „ |
| – Tillie - the terrible Swede How One Woman, A Sewing Needle, And A Bicycle Changed History | |   |

## Tävlingskarriär
Särskilt framgångsrik blev hon i de oerhört populära sexdagarstävlingarna i velodrom. Tävlingarna ägde rum på en bana där åtta varv utgjorde en mile. Tävlingsformen var maximal hastighet under två timmar varje kväll under sex på varandra följande kvällar vanligen med fyra/fem cyklister i varje enskilt lopp. Tillies taktik kunde variera; hon tog ofta täten och behöll den, men hon kunde också ligga bakom och lura på en våldsam finish. Hon behärskade alla distanser från sprint till långdistans och slog rekord på nästan alla distanser hon deltog i. Vid ett tillfälle klarade hon en halv mile på 52 sekunder, vid ett annat 100 miles på 6 timmar 52 minuter och 15 sekunder. I tidningarna uppmärksammades Tillies förmåga att cykla och tänka samtidigt (ride and think at the same time). I reklamen fick hon bl.a. heta Tillie - The Terrible Swede eller The Invincible Swede; dvs. förskräcklig/omöjlig och oslagbar! Eftersom hon var så framgångsrik kunde hon leva gott på cyklingen och hon gjorde också reklam för cykelmärket Thistle, en smidig cykel med diamantram och kedjedrift. 
År 1902 bannlystes cykeltävlingar i USA för kvinnor av flera skäl. En motivering var att det var okvinnligt och utmanande med de tätt åtsittande tävlingskläderna. I tidningskampanjer m.m. förfasades moralens väktare över förfall och osedlighet. Ett av många exempel: Bicycle Racing Transforms Lovely Woman From A Pale Beauty Into A Perfect Fright. Tävlingscykling förvandlar förtjusande kvinna från en blek [ett ideal!] skönhet till en verklig skräckfigur  i The St. Louis Post-Dispatch, 5 december 1897. Här kan man ana dubbelmoral eftersom det var känt att arrangörerna ofta anlitade till utseendet attraktiva deltagare för den manliga publikens skull. Åtskilliga cyklister kom också från Europa vilket gav arrangemangen en touch av ”exotism”. Officiellt blev orsaken till bannlysningen att cykling var farligt, särskilt för kvinnor. Ett dödsfall, Leona Maria ”Dottie” Farnsworth, bidrog till att kvinnors tävlingscykling upphörde. Dottie skadades vid en tävling, dock inte livshotande, men hennes skada orsakade en svår infektion som gjorde att hon avled. Under samma tid förolyckades flera manliga tävlingscyklister i USA, bland dem även en svensk, Oscar Aaronsson.